# 大安之役

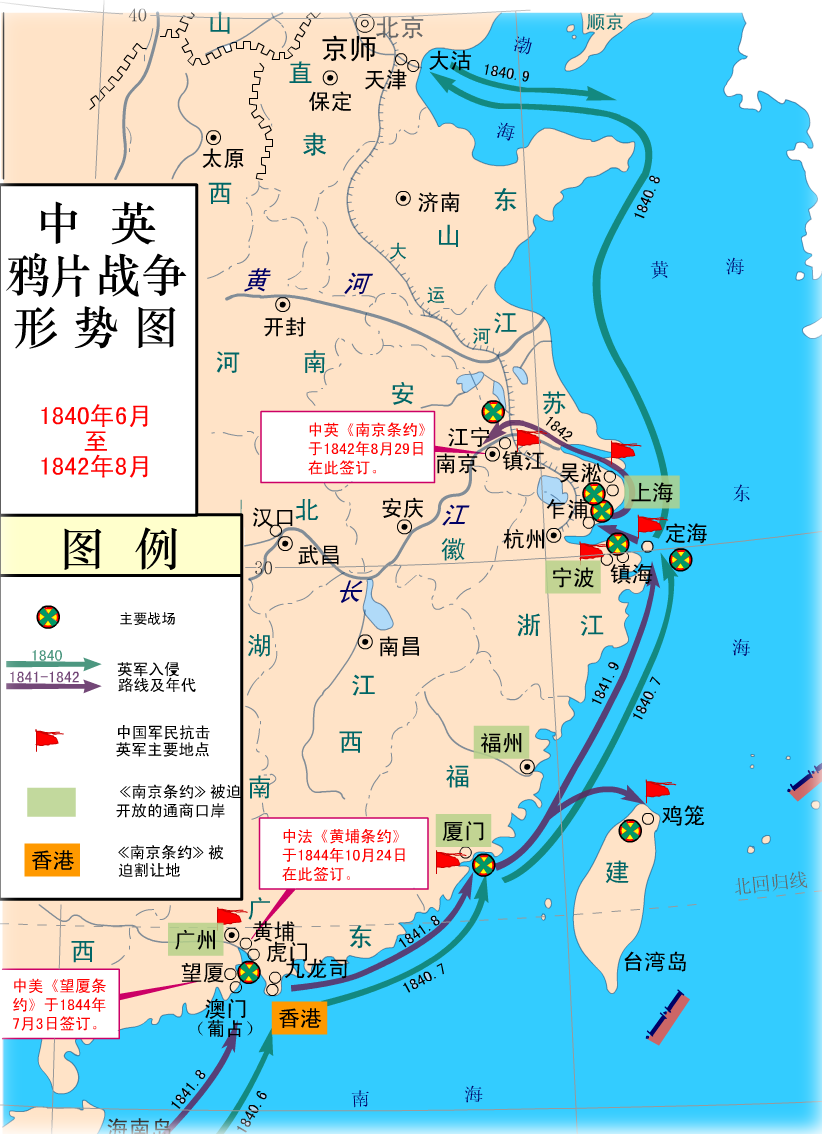
鸦片战争

「雞籠之役」發生在1841年9月底–10月，「大安之役」發生在1842年3月，此二「戰役」通稱「臺灣之役」，1842年8月台灣地方政府即奉聖諭斬殺此二「戰役」中197名俘虜（清方記載稱139名）、期間另有87名俘虜遭虐殺，稱為「吶爾不噠」號事件，发生於鴉片戰爭期間，當時英國運輸船「吶爾不噠」號及雙桅商船「阿吶」號先後在台灣雞籠（今基隆市）及大安（今臺中市大安區）觸礁，船難生還者與地方民勇和清軍發生衝突。臺灣地方政府就此期間五度上奏捷報及俘獲近300名夷人，兩船難的生還者被拘禁及徒步押往臺灣府城。道光帝在清軍於浙东之战戰敗後的1842年5月14日下令處斬此二「戰役」的俘虜，地方政府受令後，將俘虜囚禁至1842年8月10日斬首。近300名上岸的英方船員中，僅11人生還。

## 背景
17世紀中國開始出現吸食鴉片的記載，對鴉片的需求導致外國進口的鴉片增加，也導致中國國內種植罌粟，到18世紀吸食鴉片漸漸為中國帶來嚴重的社會問題，清朝嚴格控制其進口和種植。
自19世紀初葉開始，為了平衡進口中國茶葉等貨物帶來的貿易逆差，英國商人大量向中國走私主要產自其殖民地的鴉片，鴉片大量輸入使得中英之間的貿易由中國的出超變為英國的出超，導致中國境內的白銀大量外流，清朝財政嚴重受損。為此，清朝政府開始頒布禁煙命，並派欽差大臣林則徐前往廣州負責執行。
1839年8月初，中國禁煙消息傳至英國。在各英商商會的游說及壓力下，英國內閣於10月1日作出「派遣艦隊去中國海」的決定。 1840年2月，英國政府任命懿律和義律為正/副全權代表，懿律則另兼英軍總司令。4月，英國議會對此進行激烈辯論，最終以271票對262票否决譴責政府處理事件手法。同年6月，懿律率領的英國艦船40餘艘及士兵4000人到達中國海面，鴉片戰爭正式開始。
同時英國東印度公司致力於東地區推展其貿易活動。他們認為臺灣蘊藏豐富資源、可成為成功的貿易站。公司遊説英國政府可首先佔臺灣，然後將貿易壟斷權授予公司。有英人William Huttmann亦於1840年致函英國外相巴麥尊，聲稱鑑於該島的戰略及商業價值及清朝鬆寛的管冶，英國只需派遣一艘軍艦及少於1500名士兵，便可佔領臺灣東岸，推展貿易，英國政府並無反應。在鴉片戰爭期間， 英艦亦不時於臺灣海峽及澎湖列島巡航。

## 清軍的防守
1840年，中英鴉片戰爭剛起，英國船隻除了攻擊廣州外，也幾乎於同時攻打台灣不遠處的廈門。身為台灣軍政首長台灣道姚瑩與台灣鎮達洪阿因此奉命嚴加鎮守台灣，並增修17處砲墩及砲臺。
姚瑩奉命戰備後，首先封鎖台灣各港口，不許任何船隻接近。陰曆六月十八日，英船入台南鹿耳門試探，因封港而被迫離開。姚瑩隨即於七月遞狀商請王得祿協防，而王得祿亦於道光廿一年五月前往澎湖鎮守。同年七月，姚瑩除了戍兵14,000人於各港口外，也於台灣各地募集鄉勇民兵達47,000人。

## 雞籠之役

### 清方記載
1841年9月26日（道光廿一年八月十三日），英國雙桅軍艦（或另說法稱運輸船）吶爾不噠號（Nerbudda，又譯作「納爾不達」號）從香港島出發原本要跟隨英國艦隊對中國浙江鎮海發動攻擊，然而遇上大風漂流至雞籠港（今基隆港）。9月30日（道光廿一年八月十六日），吶爾不噠號發炮向基隆二沙灣炮台與三沙灣炮台攻擊，台灣的清朝守兵還擊，擊傷該船，吶爾不噠號發重砲後撤出港灣，撤離中誤觸暗礁，以致船體進水，多名船員落水溺斃。 之後，艋舺營（台北營）參將邱鎮功追逐沈船，計俘虜印度人133人，而其餘船上的英國軍官10人與其他22名印度人在戰役中陣亡。道光帝在捷報上批「可稱一快，甚屬可嘉」。
10月10日，英軍攻陷鎮海，清廷體認到英軍船堅砲猛，在沿海與英軍作戰難以取勝，遂下令各地海防改採「堅壁清野」的作戰方法，即「各海口中擇其地有要隘可以退伏者，將砲勇酌量分撤，半守口門，半為埋伏，誘其入而殲之。」
10月27日，英艦「獵人號 (HMS Nimrod) 」直入雞籠，對二沙灣砲臺攻擊，並派兵登陸三沙灣，二沙灣與三沙灣兩處兵房被炮火燒毀，清廷守軍於三沙灣之鼻獨山山上埋伏並開砲擊退登陸的英軍。道光帝在捷報上批「兩月之內連獲勝仗，甚屬可嘉」。

### 英方記載
據臺灣學者章瑄文研究，『英方記載，該船起初係由香港開往舟山，船上載有274名船員，包括243名印度人，29名歐洲人及2名馬尼拉人，但於舟山群島附近遭遇大風激浪，桅杆斷折，一艘小船與兩艘救生艇一併沖失。1841年9月26日（道光廿一年八月十三日），該船漂流至臺灣雞籠洋面，船身雖觸及暗礁卻仍可以支撐，因而繼續漂流洋面，於淺水處下錨泊船。其後只有船長、大副、二副以及陸軍第五十五團成員共卅四人乘坐僅存一艘大型救生艇，沿著臺灣東岸漂流逃生，並於1841年10月6日獲英籍鴉片船「黑天鵝」號 (Black Swan) 之救助返抵香港，卻將二百餘名印度水手（多為清潔工、挑夫、醫護人員）棄置擱淺船上，任其自生自滅，而事後於英方全權大使璞鼎查調查當時逃生軍官有無失職責任之報告中，則對於事發經過如此描述：「吶爾不噠號於失去主桅後，隨即衝上一層暗礁，船身破裂，漂入位於臺灣北部的雞籠灣，……兩天後，船長、大副與第五十五聯隊長官 Hamilton 所帶領的一小支隊與二、三名私人僕役，乘著當時僅有的一隻小艇棄船而去，而後安抵香港」 。
璞鼎查更指出，為防止遭棄留於「吶爾不噠」號上人員挾怨攻擊逃生小艇，當日艦上管理階級於離去之前，曾將船上礮管盡皆毀壞，並將彈藥銷毀，礮彈丟棄，可見最初船上確有火器武力。然在船長等人已棄船逃生後，船上剩餘留守人員究竟有無發礮攻擊岸上守軍之能力，抑或當時火礮已遭破壞殆盡、無法擊發，相關細節則目前仍缺乏具體事證來加以釐清。』
「吶爾不噠」號上備有糧食，而在滯留於平靜的雞籠（基隆）灣的5日之中剩餘的船員製造逃生木筏。在嘗試登岸中，一些人溺斃，另一些為岸上搶掠者所殺，其餘為當地政府人員擒獲，被分成小隊徒步押解至臺南。 當地指揮官漢人臺灣道姚瑩及滿人臺灣鎮總兵達洪阿上奏道光帝、妄稱岸上炮臺發炮擊沉該船及殲敵數十。道光帝其後賞賜二人。但事實上，這些被殺人士均為海難的生還者。 最終只有二人倖存及於翌年的集體處决後被送往厦門。

#### 嘗試拯救
1841年10月19日，英六級小型風帆戰船「獵人號（sloop-of-war HMS Nimrod）」前往雞籠海域營救，至萬人堆以每名洋銀百元要求換回「吶爾不噠」號的船難生還者，由於清軍與當地居民至27日遲未答覆，船長皮亞西（Captain Pearse）獲悉船員已被送往臺南及被囚，便傳令炮轟該港，二沙灣砲臺遭擊毀，摧毁27座大炮後，英軍見海岸邊砲台已毀，又找不到吶爾不噠號船難生還者，於次日中午便退離，回航香港。英艦贖索船難生還者無果，炮轟盡毀清方砲台後自行退離，台灣地方官員續妄奏捷報稱清軍擊退來犯英艦。
1842年10月8日，英艦「蟒蛇」號（HMS Serpent）船長你夫（清文獻中譯名，Commander William Nevill）離開厦門前往臺灣。 英艦Cambrian號船長札士必作何（清文獻中譯名，Henry Ducie Chads）命令他往詢問两艘失事船隻人員的下落時懸掛免戰白旗。 英方此時已知悉這些俘虜已被處决。 你夫帶同札士必作何要求臺灣長官釋放生還者的函件。 惟你夫回報，對方並不歡迎他及拒絕接收該函件。 對方亦稱最後的生還者正被送往福州。. 他們遂於10月12日返回厦門。

## 大安之役

### 清方記載
道光廿二年正月二十四日英船「阿吶」（Brig Ann，又譯作「阿恩」號）至梧棲港（今台中港）探訪後，在外洋滯留。因水師實力不如英方，台灣鎮達洪阿通知淡水與鹿港等地守兵嚴加戒備，令其不得與英國進行海戰，並決定誘敵入台灣內陸河川擱淺。
正月三十日，阿吶號想從位於台灣中部大安溪的大安港（今臺中市大安區）上岸，清軍於是派數艘漁船誘導其入河內多礁處。英軍因不諳地勢，隨後於大安溪中段處擱淺。達洪阿即派兵前往伏擊，最後英船被擊沉，數十名英國人被殺。另外尚有十八名英國軍官，一名紅人（印地安人），三十名印度人，五名廣東、九龍人遭俘虜，清軍並在船上擄獲11門大砲等兵器，及該英艦先前於中國長江海戰獲得的少數中國戰利品。道光帝在捷報上批示「大快人心」、「稍舒積忿」、「全賴爾等智勇兼施，為國宣威；朕嘉悅之懷，筆難罄述」。台灣道姚瑩自誇：「夷人五犯台灣，不得一利，兩擊走，一潛遁，兩破其舟，擒其眾而斬之」，先前1841年7月中英船在鹿耳門外出沒，9月中英船在台灣各港口外出沒，引起虛驚，都被報稱戰功擊退英夷。

### 英方記載
「阿吶號 (Ann)」為怡和洋行的雙桅商船，臺灣學者章瑄文『綜合「阿吶」號當事人與戰時其他英國軍士於事後出版之記錄，則該船於1842年3月8日（道光廿二年正月廿七日）自舟山攜帶財貨起錨南駛，目的地為澳門。該船有57人員，包括34名印度人，14名歐洲或美國人，5名華人及4名馬來亞或新加坡人。 他們大都是歐洲、印度水手及俘虜。途中船長顛林見風勢順暢，甚至計畫於泉州、廈門稍事停留進行補給。然自9日傍晚起風勢轉強，大雨驟起，濃霧中海面能見度極低，「阿吶」號遂逐漸偏離原訂航線，終至誤觸暗礁。其後「阿吶」號經歷一整日風雨飄搖，乃於3月11日（正月卅日）清晨擱淺於臺灣洋面，當時船員雖試圖搶救武器財貨，然因船身已遭嚴重損毀，船尾沖失、桅杆斷折，尤其火礮彈藥幾乎已全數不堪使用；眼看風浪日強，情勢危急，船長乃決定趁退潮之際棄船登岸尋找接駁船隻，俾能早日離開此地前往泉州，稍早船員中尚有人認為船隻係擱淺於烏坵嶼（OcKseu），直至天色大明，才自岸邊景況判斷自己身處福爾摩沙島北方淡水與雞籠之間海岸。此時船上成員中已有一名印度水手與一名中國看銀師先是遭海潮沖走，繼而為臺灣官方俘虜。其餘船員遂於11日早晨七時左右，攜帶少許僅存武器、羅盤、望遠鏡與糧食衣物，棄船往東北行進。一行人沿水深及膝淺灘上行未久，越過沙洲，便發現一淺水小灣，當時灣中有四艘滿載米穀之舢舨，船上漁民友善招呼英人前往，「阿吶」號船員乃請中國籍木匠與看銀師擔任翻譯，登船與船夫溝通，表示願以三千元酬勞重金雇用其中兩艘船將英人帶往泉州。船夫起初表示，若風向配合，則願意考慮，並友善招待英人享用餐食；英人特別指出，此時雙方並未發生任何衝突。此時天又下雨，英人全身濕透，狼狽不堪。肐哩乃感嘆自身處境：「身處敵人的土地上，卻沒有任何武裝可供自保」。隨即英人便遭小灣北方岸上聞訊集結而來之全副武裝官民成群包圍並投擲石塊攻擊，人數有數百至數千不等，其後更有一名乘轎官員帶領一隊兵士抵達堤岸加入攻擊行動。雙方僵持數小時後，顛林船長見勢不可為，遂令「阿吶」號船員主動棄械投降。孰料隨後數百官民一擁而上，對毫無還擊能力之船員施以毒打淩虐，並威脅將之殺害。水手們非但於寒風中被強迫脫去身上衣物，而後更遭重枷繫身綁赴淡水廳治，而「阿吶」號船上所裝載貨物與船員個人財物亦遭一干兵民掠奪殆盡』。姚、達二人同樣向道光帝妄奏捷報。
57名船員及乘客的名字及命運於1843年的中國叢報中列出:
- 43人被斬首
- 2人死於獄中
- 2人死於船難
- 1人逃出
- 8人（6名歐洲或美國人，1名印度人，1名華人）被釋放往厦門。 [20]
- 1名囚犯（1名據稱自願留下的華人[20]）

## 臺南殺俘

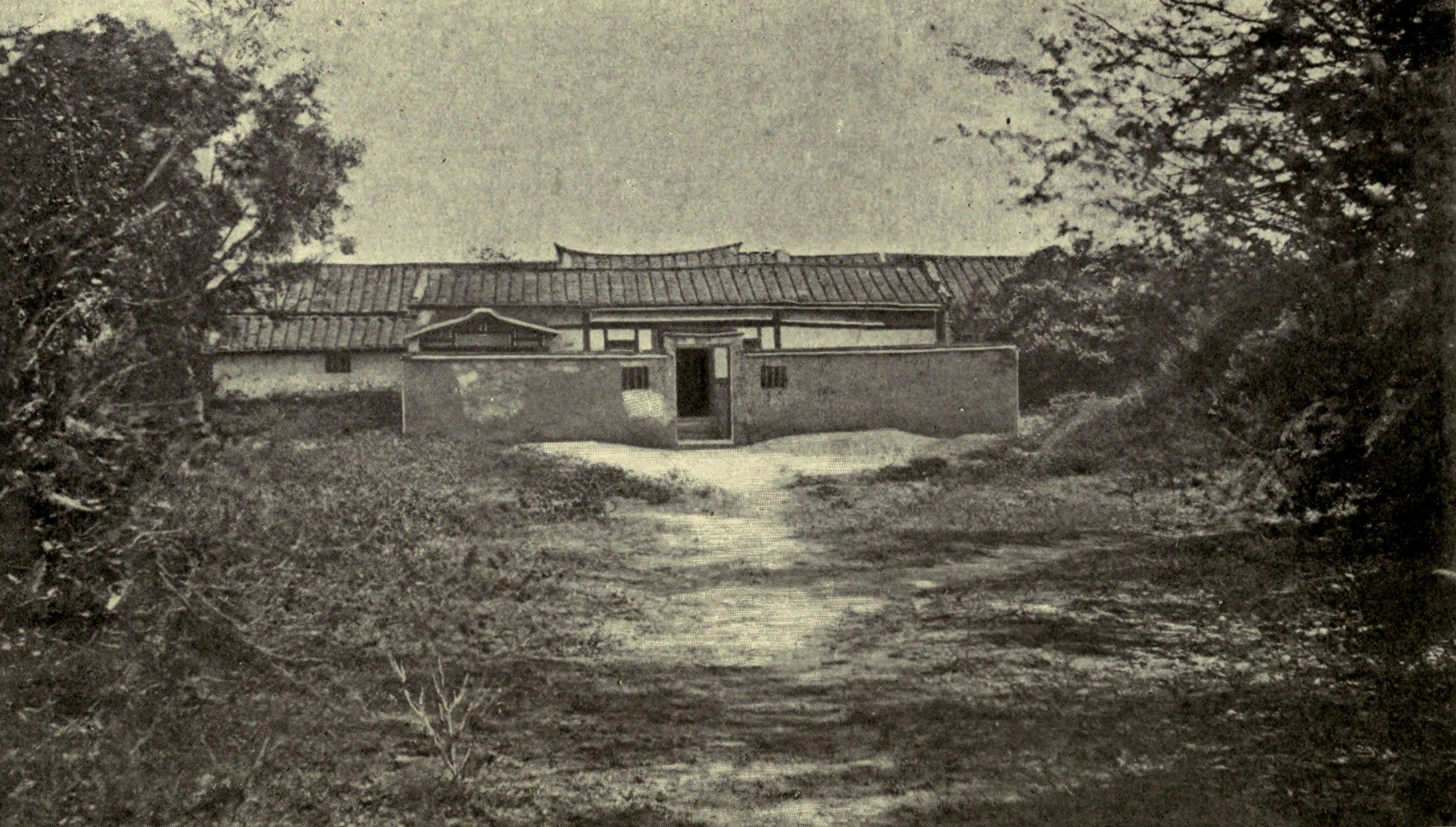
臺南的閱兵場: 觸礁英船被俘船員於此遭公開斬首

清方於「吶爾不噠」號事件中俘獲一百卅三名英人。當他們被押解至臺南臺灣府城時，只餘一百一十九名存活。連同「阿吶」號的五十四俘虜（英人四十九名，漢人五名），共有一百八十七名俘虜被囚於臺南。
道光四十二年四月初五日（1842年5月14日），臺灣大安第二次捷報到京，道光帝為表嘉許，賞達洪阿太子太保，姚瑩「二品頂戴」。時清兵寧波戰敗、英軍進威脅南京。所獲夷船中又有鎮海、寧波戰役之戰利品。道光大怒，遂於同日諭令『取供之後，除夷頭目暫行禁錮、候旨辦理外，其餘各逆夷與上年所獲一百卅餘名，均著即行正法，以抒積忿而快人心』。諭旨於五月十九日（6月27日）送抵臺灣府城。 1842年8月9日至13日，共139名俘虜於臺南被斬首（包括紅夷3名、白夷10名、黑夷126名）。只有11人，即「阿吶號」船長顛林（F. A. Denham），8名「阿吶」號人員（包括兩名漢人）與兩名「吶爾不噠」號水手倖免及其後由臺灣府道於10月29日送往厦門釋放。但其他西方及臺灣文獻及著作都認為兩船總共有197名俘虜被斬首 。中國叢報報導行刑的情况: 

其餘197名囚犯都各保持些少距離、雙手從後扣着手銬、鎖上脚鐐、雙膝跪地來等候行刑。劊子手雙手執刀，將他們逐個就地斬首。他們的屍身全被投進一個墓穴， 而屍首則被豎立在海旁的籠中。

其他約87名的囚犯則在囚禁期間被虐致死。  其中被斬首的商人肐哩（Robert Gully）及倖存的船長顛林（Captain Frank Denham）在他們的日誌中均記錄了事件的詳情。他們的日誌於1844年在倫敦出版。
獲釋倖存者中的紐文（Mr Newman) 於10月25日從一名清兵中獲得肐哩日誌的一頁。它記載了肐哩於8月10日最後一項日記。該清兵謂此頁日誌是在肐哩行刑時除下的上衣中取得。
英國醫生威廉麥士 (William Maxwell) 與一位臺南行商的華籍年老文員的會面，在行刑25年後的1867年發表。當中麥士詢問文員他是否記得殺頭事件。他確認記得，並稱當日出現持績3天的大雷暴，淹死約1000至2000人：「我清楚記起當天，褔摩薩黑暗的一日，上天對斬殺夷人一事作出審判， 然而此事是為報厦門戰死將士之仇。」

## 後續
1842年7月21日鎮江失守後，英國軍艦於8月間闖入南京江面，耆英、伊里布等趕到南京議和。在英軍的脅迫與不了解國際法下，中國清政府全部接受了英國提出的議和條款，並於8月29日訂立了中國近代史上「第一個不平等條約」——《南京條約》。
條約簽訂後，英國人要求清朝命其台灣鎮、台灣道，將英國俘虜全數解往福建廈門。清廷害怕和約生變，並沒有告知俘虜大部分已被處死的事實。
同年10月7日，英人派「蟒蛇號」（HMS Serpent 又譯作「沙邊」號）船長你夫（W. Nevil）攜帶英軍統領文書，駕船到台灣索俘，但空手而回並首次知悉百餘英俘遭處決。璞鼎查則於11月下旬確認殺俘事件百餘英俘，甚表憤怒，特向清朝談判代表耆英表達嚴重不滿，除了否認英國前往台灣兩艘的船隻主動攻擊外，更指控台灣道姚瑩殺害非軍職的英國公民。
在英方强大壓力下，道光帝迫於無奈命閩浙總督怡良赴臺調查。怡良於1843年2月23日抵臺灣府城，經兩月，於4月23日奏報，稱其「沿途訪問真確，公論俱在」，「兩次夷船之破，一因遭風擊碎、一因遭風擱沉，並無與之接仗計誘如該道所奏者」。而達洪阿、姚瑩即使當時鎮守府城，並未確實身在行間，然貴為鎮道大員卻不能實事求是求證地方官員所奏情事，反一意鋪張，致為英人藉口尋事，殊屬辜恩溺職，咎有應得，遂將姚、達二人帶回內地，建請「或飭部從重治罪，或解部審辦」，並提議應將先前兩次大捷對於臺灣文武官員之敘獎一併撤銷。道光帝據奏，斷定臺灣鎮道欺飾冒功，辜負皇恩，自取罪戾，乃命將二人革職解交刑部審辦，並追回雞籠、大安兩次保奏文武員弁之封賞，但仍保留對於在事出力義勇民人之獎勵。
五月中旬，姚、達二人押解上京，八月十三日（10月6日）入刑部獄，由首席軍機大臣穆彰阿會同刑部加以審訊。八月廿五日（10月18日）穆彰阿奏報會部公審結果，隨附姚、達二人親供，內容與先前怡良所奏大致相同，然文中卻未提出任何辦理意見，推測此應恐係受當時京師支持姚、達二人的輿論壓力，並揣摩道光帝不欲嚴加追究臺灣殺俘之心態。道光帝即以二人自陳當日僅據文武士民稟報，未親自查訪實情，以致陳奏浮誇，本有應得之罪，然念其在臺多年，尚有微勞，尤以累次平定南北路匪徒滋事績效卓著，故僅將二人革職，加恩免治其罪；二人乃於是日出獄，總計入刑部獄僅廿日旋遭釋放。兩個月後，或許認為風波已息，十月，清廷重新起用達洪阿降補三等侍衛，差充哈密辦事大臣，不久後加副都統銜改調伊犁參贊大臣；旋即，姚瑩亦受命降補四川蓬州知州。道光帝又下旨行刑而以姚、達二人下屬為代罪羔羊。樸鼎查並不知曉被騙。英國政府直至港督戴維斯（John Francis Davis）於1845年3月11日向外相鴨巴甸（Lord Aberdeen）告後才得知二人獲釋及被委新職。
道光三十年（1850年）， 新即位之咸豐帝為收拾人心，更為姚、達二人平反，而歸罪於道光朝被視為主撫要角之軍機大臣穆彰阿，與總責洋務辦理之耆英，謂： ……從前夷務之興，穆彰阿傾排異己，深堪痛恨！如達洪阿、姚瑩之盡忠盡力，有礙於己，必欲陷之。耆英之無恥喪良，同惡相濟， 盡力全之，似此之固寵竊權者，不可枚舉。
咸豐年間姚瑩任湖北武昌鹽法道，升廣西按察使，署湖南按察使。咸豐三年（1853年）卒於任內。達洪阿則於1854年調往河北阜城與太平軍對抗，不久即於戰役中陣亡。

## 註脚
1. 1 2 3 4  Tsai 2009, pp. 66–67
2. ↑  章瑄文，〈紀實與虛構：鴉片戰爭期間臺灣殺俘事件研究〉，清華大學歷史研究所碩士論文，2006年。P.105
3. ↑  姚瑩，《東溟奏稿》，頁33-38。
4. ↑  此段直接引自許美策，〈二沙灣砲臺（1840–1895）之再考與補遺〉，《臺北文獻（直字）》，199（2017.3）。P.141
5. ↑   姚瑩著/臺灣銀行經濟研究室編，《中復堂選集(v.1)》（台北市：臺灣銀行，1960年，平裝本），頁101-104。
6. ↑  中國第一歷史檔案館，《鴉片戰爭檔案史料(v.4)》（天津市：天津古籍出版社，1992年，第1版），頁295-297。
7. 1 2  陳政三. .  初版. 台北: 五南圖書. 2014年1月: 46–47. ISBN 978-957-11-7406-8.
8. ↑  數部當時英國參戰人員日後所出版回憶錄中皆有提及「吶爾不噠」號事件。如： W. D. Bernard, The Nemesis in China, pp. 291-301; John Ouchterlony, Chinese War, pp. 496-511; D. Mcpherson, Two Years in China, pp. 235-237. Dan Patridge, British Captives in China: An Account of the Shipwreck on the Island of Formosa, of the Brig “Ann”, pp. 29-30.
9. ↑  Ouchterlony 1844, p. 203
10. ↑  此段直接引自章瑄文，〈紀實與虛構：鴉片戰爭期間臺灣殺俘事件研究〉，清華大學歷史研究所碩士論文，2006年。P.108-109
11. 1 2 3  The Chinese Repository(中國叢報), vol. 11, p. 684
12. ↑  Ouchterlony 1844, p. 204
13. ↑  許美策，〈二沙灣砲臺（1840–1895）之再考與補遺〉，《臺北文獻（直字）》，199（2017.3）。P.143
14. ↑  The Chinese Repository, vol. 11, p. 627
15. 1 2  Gordon 2007, p. 11
16. ↑  The Chinese Repository, vol. 11, p. 628
17. ↑  The Chinese Repository, vol. 11, p. 629
18. ↑  此段直接引自章瑄文 論文118-119 頁
19. ↑  The Chinese Repository, vol. 12, p. 114
20. 1 2  The Chinese Repository, vol. 第11卷, p. 685頁
21. ↑  章瑄文 論文115，124頁
22. ↑  章瑄文 論文125頁
23. ↑  章瑄文 論文127，134，136頁
24. ↑  章瑄文 論文133頁
25. ↑  見中國叢報 12冊；Journals Kept by Mr. Gully and Capt. Denham During a Captivity in China in the Year 1842. p. 163; 章瑄文 論文127 頁；蔡石山著《Maritime Taiwan》；及Joseph Beal Steere著《Formosa and Its Inhabitants》
26. 1 2  The Chinese Repository, vol. 12, p. 248
27. ↑  Bate 1952, p. 174
28. ↑  Mayers et al. 1867, p. 313
29. ↑  Thomson 1873, no. 13
30. ↑  章瑄文 論文131，139頁
31. ↑  引自章瑄文 論文148，149頁
32. ↑  副都統與總兵平級。國立故宮博物院圖書文獻處藏《清國史館傳包》702001941號。
33. 1 2  引自章瑄文 論文150頁
34. ↑  Mao 2016, p. 442
35. ↑  臺灣學者章瑄文於研究中英文獻後提出行刑日期應為1842年8月9日至13日。(見章瑄文，〈紀實與虛構：鴉片戰爭期間臺灣殺俘事件研究〉，清華大學歷史研究所碩士論文，2006年； 136頁)

## 延伸閱讀
- Journals Kept by Mr. Gully and Capt. Denham During a Captivity in China in the Year 1842. London: Chapman and Hall. 1844.